# Jan Dobeš (fyzik)
Jan Dobeš (* 23. prosince 1944, Zlín) je český fyzik a vědecký pracovník, který v současnosti působí jako vědecký pracovník oddělení teoretické fyziky Ústavu jaderné fyziky Akademie věd České republiky. V letech 1998 až 2012 působil jako ředitel tohoto ústavu.

## Život
Jan Dobeš se narodil do rodiny doktorů MUDr. Ferdinanda Dobeše a MUDr. Růženy Dobešové. V letech 1950–1961 navštěvoval základní školu a gymnázium v Českém Těšíně. V letech 1961–1966 studoval obor jaderná fyzika na jaderné a fyzikálně inženýrské fakultě ČVUT.
V letech 1966–1971 v rámci postgraduálního studia studoval v ústavu jaderného výzkumu v Řeži. V letech 1998 až 2012 působil na postu ředitele Ústavu jaderné fyziky Akademie věd České republiky a od roku 2012 působí jako vědecký pracovník oddělení teoretické fyziky tohoto ústavu. V letech 1991–2008 přednášel na Matematicko-fyzikální fakultě Univerzity Karlovy a ve stejném období byl vedoucím oddělení teoretické fyziky v Ústavu jaderné fyziky AV ČR.
Působí také jako člen komise pro studijní obor jaderná a subjaderná fyzika na Matematicko-fyzikální fakultě Univerzity Karlovy.
Je ženatý s Julií Dobešovou. Spolu mají syna Jana Dobeše. S manželkou bydlí v Roztokách u Prahy.

## Ocenění
V roce 1972 dostal od Jednoty československých matematiků a fyziků čestné vyznamenání pro mladé pracovníky. V roce 1979 obdržel cenu Československé akademie věd za práci na excitonovém modelu jaderných reakcí.